# Tribute Spirits
A Tribute Spirits válogatásalbum, mely 1999. május 1-jén jelent meg hide japán gitáros és énekes halálának első évfordulójára, és dalainak feldolgozásait tartalmazza. A lemez 783 760 példányban fogyott, és dupla platina minősítést szerzett.

## Számlista
| #   | Cím                                                  | Hossz |
| --- | ---------------------------------------------------- | ----- |
| 1.  | Introduction (Yoshiki, a Psychommunity Exit alapján) | 1:02  |
| 2.  | Rocket Dive (Hotei Tomojaszu)                        | 5:02  |
| 3.  | Beauty & Stupid (Kijoharu & Sódzsi)                  | 4:35  |
| 4.  | Tell Me (Kjo & Tecu a D’erlangerből)                 | 5:16  |
| 5.  | Pink Spider (Siam Shade)                             | 3:37  |
| 6.  | LEMONed I Scream (Shame)                             | 3:24  |
| 7.  | Pink Spider (Cornelius)                              | 4:27  |
| 8.  | Flame (Zeppet Store)                                 | 4:57  |
| 9.  | Scanner (Luna Sea)                                   | 3:48  |
| 10. | Doubt '99 (Buck-Tick)                                | 4:57  |
| 11. | Ever Free (Transtic Nerve)                           | 4:19  |
| 12. | Genkai Harecu (Oblivion Dust)                        | 4:29  |
| 13. | Misery (Glay)                                        | 5:36  |
| 14. | Celebration (hide, I.N.A., Pata, Heath)              | 5:39  |
| 15. | Good Bye (Yoshiki)                                   | 4:46  |